# 卢佩章
卢佩章（1925年10月7日—2017年8月23日），男，籍贯福建永定，生于浙江杭州，中国分析化学家，中国科学院大连化学物理研究所研究员，中国科学院院士，中国色谱学会名誉理事长。

## 生平
1948年毕业于同济大学化学系。1958年获中国科学院大连化学物理研究所副博士学位。1980年当选为中国科学院学部委员（院士）。